# Boscaino
Boscaino è un cognome in lingua italiana.

## Cognomi simili
Boscaini, Buscaino, Buscaini, Bosco, Boschis, Boschiroli, Bosci, Boscu, Busco, Boschin.

## Origine, storia e diffusione
Non è certa l’origine del cognome, ma ci sono tre ipotesi: il cognome potrebbe derivare dall’attività di tagliaboschi, dal luogo d'origine o da soprannomi relativi ad un carattere ombroso. 
Discendente da Domenico di Bono, di Domenico, di Giuseppe, le prime tracce di queste cognome risalgono al 1661, quando la famiglia era iscritta alla cittadinanza di Pisa, città in cui aveva esercitato anche precedentemente onorate professioni. Nel 1720, Salvadore fu eletto priore, cioè si trovò tra coloro che a Pisa si consideravano allora nobili. Con il decreto del 26 agosto 1789 il granduca fece definitivamente iscrivere questa famiglia nel registro dei nobili pisani.  È certo che la casata per la sua antichità, il suo splendore, la sua virtù militare, le sue cariche laicali ed ecclesiastiche, e per ogni altro pregio di cavalleria nobilissimi si distinguono.
Nonostante le origini toscane, il cognome è prevalentemente diffuso al Sud Italia, ecco la classifica delle regioni:
1. Campania, soprattutto nella provincia di Benevento e più precisamente nel comune di Foglianise.
2. Sicilia, soprattutto nella provincia di Palermo.
3. Puglia
4. Lazio
5. Lombardia
6. Piemonte
7. Emilia-Romagna
8. Friuli-Venezia Giulia
9. Toscana
10. Abruzzo
11. Liguria
12. Veneto
13. Sardegna
14. Umbria